# Revolt del Sis
El Revolt del Sis és un revolt de la carretera C-1413b, en el terme municipal de Sant Quirze Safaja, a la comarca del Moianès.
Està situat 70 metres abans d'arribar al punt quilomètric número 6, a ponent del Racó de la Creu i a migdia de Puigdolena.